# Leucoloma isleanum
Leucoloma isleanum är en bladmossart som beskrevs av Bescherelle in Paris 1897. Leucoloma isleanum ingår i släktet Leucoloma och familjen Dicranaceae. Inga underarter finns listade i Catalogue of Life.